# 石川夏子
石川 夏子（いしかわ なつこ、1975年7月12日 - ）は、地方競馬の岩手県競馬組合・盛岡競馬場小西重征厩舎所属の元騎手である。勝負服の服色は緑、桃ダイヤモンド。岩手県出身。血液型O型。

## 来歴・人物
1993年4月17日初騎乗、同年7月11日デビュー戦騎乗馬のセンターシラフジで初勝利。
デビュー以来1ケタの成績が続いていたが、1997年はシーズン12勝を挙げ勝ち鞍を2ケタに乗せる。
1998年は春先に落馬負傷で休養を余儀なくされたが、復帰後、3歳戦でオンネトーに騎乗してトウカイポイントらを相手に1着、その後はJRAにも挑戦。同年10月25日第2回福島競馬8日目第9競走きんもくせい特別（サラ系3歳500万下）で3着に入り（12頭立て12番人気）、中央競馬初騎乗。その後同馬で中山競馬場の葉牡丹賞、ホープフルステークスにも出走した。
1999年には自己最多のシーズン14勝を挙げた。
2000年12月6日中津競馬場で実施された第4回卑弥呼杯出場（10人中7位）。
2001年9月、新潟競馬場で行われた新潟県競馬開催の駒子賞を最後に引退。
地方通算成績は1118戦58勝・2着69回・3着108回・勝率5.2%・連対率11.4%
中央競馬3戦0勝・3着1回

## エピソード
- 騎手になりたいと思ったのはオグリキャップが劇的な引退勝利を遂げた1990年有馬記念を見て。
- 騎手になる方法の見当がつかなかったため、電話帳で小西重征調教師の住所を調べ、騎手になりたい旨の手紙を何度も何度も送り続けた。小西調教師は最初は手紙を読まなかったが、熱意に根負けして受け入れた。
- 「女性の騎手」として見られるのが嫌だったこともあり、最初に女性騎手招待競走の話が来た時には一度、話を拒もうとした。

## テレビ出演
- 今、きらめいて「なっちゃん、走る」（2000年05月14日放送、仙台放送製作）